# 赵汝愚墓
赵汝愚墓，又名福王墓，位于中国长沙市天心区青山祠社区妙高峰北麓，为南宋宗室、丞相赵汝愚的墓庐，1983年被公布为湖南省文物保护单位。

## 沿革
庆元二年(1196)，赵汝愚被权臣所忌，被贬永州，途径衡阳时死亡，皇帝下诏将棺柩运回原籍江西余干安葬。路经长沙时，长沙百姓出于对忠良含冤而死的不满与同情，强烈要求安葬在长沙，并建墓庐与青山祠。

## 规格
墓庐占地约500平方米，坐南朝北，墓冢呈椭圆形，东西两根墓表，周围有花岗石护栏。
今墓碑刻“南宋忠定赵福王墓，南宋庆元二年丙辰安葬，清宣统二年庚戌续修”。